# 澤井誠介
澤井 誠介（さわい せいすけ、1946年（昭和21年）10月15日 - ）は、日本の実業家。きらやか銀行相談役。山形県出身。

## 来歴・人物
山形しあわせ銀行頭取を務めた澤井修一の四男として生まれる。
慶應義塾大学経済学部卒業後、東洋工業勤務を経て、1978年（昭和53年）山形相互銀行入行。以降、常務取締役東京事務所所長等を歴任。1991年（平成3年）には、トップ在任約39年を迎えた父が会長に退いたため、頭取に昇格した。
頭取在任中は、長年の懸案であった新本店の建設に着手し、現在のきらやか銀行本店ビルである新社屋が竣工の運びとなった。
2007年（平成19年）には、合併により誕生したきらやか銀行会長に就任するも、翌年、経営陣の刷新に伴い、相談役に退いた。

## 略歴
- 1969年（昭和44年）- 慶應義塾大学経済学部卒業後、東洋工業に入社。
- 1978年（昭和53年）- 山形相互銀行入行、東京事務所長。
- 1981年（昭和56年）- 同取締役東京事務所長委嘱。
- 1983年（昭和58年）- 同常務取締役東京事務所長委嘱。
- 1987年（昭和62年）- 同副社長。
- 1989年（平成元年）- 普銀転換、山形しあわせ銀行副頭取。
- 1991年（平成3年）- 同頭取。
- 2005年（平成17年）- きらやかHD社長。
- 2007年（平成19年）- 合併、きらやか銀行会長。
- 2008年（平成20年）- 同相談役。